# Declaración Waldorf
La Declaración Waldorf fue una nota de prensa de dos páginas emitida encima el 24 de noviembre de 1947 por Eric Johnston, presidente de la Asociación Cinematográfica de Estados Unidos, siguiendo una reunión a puerta cerrada de cuarenta y ocho ejecutivos de la industria cinematográfica en el hotel Waldorf Astoria de la ciudad de Nueva York. La declaración fue una respuesta del desacato a los cargos del Congreso contra los llamados "Diez de Hollywood".
Los nombres de los cuarenta y ocho hombres que asistieron a la reunión en el hotel Waldorf Astoria fueron impresos en el Motion Picture Herald y el Variety, las principales revistas comerciales de la industria cinematográfica. Los principales participantes que formularon la Declaración Waldorf fueron:
- Louis B. Mayer: Metro-Goldwyn-Mayer
- Harry Cohn: Columbia Pictures
- Spyros Skouras: 20th Century Fox
- Nicholas Schenck: Loews Theatres
- Barney Balaban: Paramount Pictures
- Samuel Goldwyn:  Samuel Goldwyn Company
- Albert Warner: Warner Bros.
- William Goetz: Universal-International
- Eric Johnston: Asociación Cinematográfica de Estados Unidos
- Mendel Silberberg: Abogado
- James F. Byrne: Secretario de Estado de los Estados Unidos
- Dore Schary: RKO Pictures
- Walter Disney: Walt Disney Studios

La Declaración Waldorf
"Los miembros de la Asociación de Productores Cinematográficos deploran la acción de los 10 hombres de Hollywood que han sido citados por desacato de la Cámara de Representantes.
No deseamos prejuzgar sus derechos legales, pero sus acciones han sido un mal servicio a sus empleadores y han deteriorado su utilidad para la industria.
Despediremos inmediatamente o suspenderemos sin compensación a los empleados, y no volveremos a emplear a ninguno de los 10 hasta que sea absuelto o se haya purgado de desprecio y declare bajo juramento que no es comunista.
En el tema más amplio de los supuestos elementos subversivos y desleales en Hollywood, nuestros miembros están igualmente preparados para tomar medidas positivas.
No emplearemos a sabiendas a un comunista ni a ningún miembro de ningún partido o grupo que defienda el derrocamiento del gobierno de los Estados Unidos por la fuerza o por métodos ilegales o inconstitucionales.
Al perseguir esta política, no vamos a ser influenciados por la histeria o intimidación de ninguna fuente. Somos francos en reconocer que tal política implica peligro y riesgos. Existe el peligro de herir a personas inocentes. Existe el riesgo de crear una atmósfera de miedo. El trabajo creativo en su mejor momento no puede llevarse a cabo en una atmósfera de miedo. Nos protegeremos contra este peligro, este riesgo, este miedo.
Con este fin, invitaremos a los gremios de talentos de Hollywood a trabajar con nosotros para eliminar cualquier subversivo: para proteger a los inocentes; y para salvaguardar la libertad de expresión y un cine libre donde sea amenazado.
La ausencia de una política nacional, establecida por el Congreso, con respecto al empleo de los comunistas en la industria privada dificulta nuestra tarea. La nuestra es una nación de leyes. Pedimos al Congreso que promulgue leyes para ayudar a la industria estadounidense a deshacerse de elementos subversivos y desleales.
Nada subversivo o no estadounidense ha aparecido en el cine, ni tampoco ninguna cantidad de investigaciones de Hollywood oscurecen los servicios patrióticos de los 30.000 estadounidenses leales empleados en Hollywood que han dado a nuestro gobierno una ayuda incalculable para la guerra y la paz".
- Datos: Q7961617